# Piana (Buonconvento)
Piana è una località nel comune italiano di Buonconvento, nella provincia di Siena, in Toscana.

## Geografia fisica
Il borgo di Piana è situato in val d'Arbia, a 167 m di altitudine a nord di Buonconvento. La località è delimitata a est dal tracciato della ferrovia Siena-Grosseto e dal corso del torrente Arbia, mentre ad ovest scorre il torrente Stile (18 km).
Piana dista 2 km da Buonconvento e circa 30 km da Siena.

## Storia
La località sorse in epoca alto-medievale come borgo fortificato dotato di pieve e dove era situata una grangia dello spedale di Santa Maria della Scala di Siena. La pieve di Piana è rammentata nella bolla pontificia del 1189 di papa Clemente III diretta a Bono, vescovo di Siena. La storica grancia fortificata fu acquistata dalla nobile famiglia senese de' Vecchi nel XVI secolo, che la trasformarono in villa-fattoria. Nella canonica della pieve di Piana alloggiò il 1º luglio 1538 papa Paolo III, durante il suo ritorno a Roma in seguito alla tregua di Nizza.
Nel 1833 la frazione di Piana contava 591 abitanti.

## Monumenti e luoghi d'interesse
- Pieve di Sant'Innocenza,[5] detta anche Santi Innocenti,[2] è l'edificio di culto della località di Piana e risale al XII secolo.[5][2] Presenta una monumentale struttura in mattoni e pietra, con facciata a capanna, mentre all'interno conserva resti di pregevoli affreschi del XIV secolo.[2]
- Fattoria di Piana, imponente edificio fortificato del XII secolo, si presenta come una villa in mattoni con base a scarpa, che fu castello e grancia in epoca medievale.[2] Una porta ad arco permette l'accesso ad un cortile con giardino del XVI secolo.[2]